# 49-XX
Classificazione delle ricerche matematiche: sezioni di livello 1

00-XX 01 03 05 06 08 | 11 12 13 14 15 16 17 18 19 20 22 | 26 28 30 31 32 33 34 35 37 39 40 41 42 43 44 45 46 47 49 | 
 51 52 53 54 55 57 58 | 60 62 65 68 | 70 74 76 78 | 80 81 82 83 85 86 | 90 91 92 93 94 97-XX
49-XX è la sigla della sezione primaria dello schema di classificazione
MSC dedicata a calcolo delle variazioni,
controllo ottimale e ottimizzazione.
La pagina attuale presenta la struttura ad albero delle sue sottosezioni secondarie e terziarie.

## 49-XX
calcolo delle variazioni e controllo ottimale; ottimizzazione
[vedi anche 34H05, 34K35, 65Kxx, 90Cxx, 93-XX]
- 49-00 opere di riferimento generale (manuali, dizionari, bibliografie ecc.)
- 49-01 esposizione didattica (libri di testo, articoli tutoriali ecc.)
- 49-02 presentazione di ricerche (monografie, articoli di rassegna)
- 49-03 opere storiche {!va assegnato almeno un altro numero di classificazione della sezione 01-XX}
- 49-04 calcolo automatico esplicito e programmi (non teoria della computazione o della programmazione)
- 49-06 atti, conferenze, collezioni ecc.

## 49Jxx
teoria dell'esistenza per soluzioni ottimali
- 49J05 problemi liberi in una variabile indipendente
- 49J10 problemi liberi in due o più variabili indipendenti
- 49J15 problemi di controllo ottimale coinvolgenti equazioni differenziali ordinarie
- 49J20 problemi di controllo ottimale coinvolgenti equazioni differenziali alle derivate parziali
- 49J21 problemi di controllo ottimale coinvolgenti relazioni diverse dalle equazioni differenziali
- 49J27 problemi in spazi astratti [vedi anche 90C48, 93C25]
- 49J30 soluzioni ottimali appartenenti a classi ristrette (controlli di Lipschitz, controlli a bang-bang ecc.)
- 49J35 problemi di minimax
- 49J40 metodi variazionali incluse le disuguaglianze variazionali [vedi anche 47Hxx]
- 49J45 metodi coinvolgenti semicontinuità e convergenza; rilassamento
- 49J50 differenziabilità di Frechet e differenziabilità di Gateaux [vedi anche 46G05, 58C20]
- 49J52 analisi nonliscia [vedi anche 46G05, 58C50]
- 49J53 analisi delle funzioni aventi insiemi come valori? ed analisi variazionale [vedi anche 28B20, 47H04, 54C60, 58C05]
- 49J55 problemi coinvolgenti casualità [vedi anche 93E20]
- 49J99 argomenti diversi dai precedenti, ma in questa sezione

## 49Kxx
condizioni necessarie e condizioni sufficienti per l'ottimalità
- 49K05 problemi liberi in una variabile indipendente
- 49K10 problemi liberi in due o più variabili indipendenti
- 49K15 problemi coinvolgenti equazioni differenziali ordinarie
- 49K20 problemi coinvolgenti equazioni differenziali alle derivate parziali
- 49K21 problemi coinvolgenti relazioni diverse dalle equazioni differenziali
- 49K27 problemi in spazi astratti [vedi anche 90C48, 93C25]
- 49K30 soluzioni ottimali appartenenti a classi ristrette
- 49K35 problemi di minimax
- 49K40 sensitività, stabilità, buona impostazione [vedi anche 90C31]
- 49K45 problemi coinvolgenti casualità [vedi anche 93E20]
- 49K99 argomenti diversi dai precedenti, ma in questa sezione

## 49Lxx
teorie di Hamilton-Jacobi, inclusa la programmazione dinamica
- 49L20 metodi di programmazione dinamica
- 49L25 soluzioni di viscosità
- 49L99 argomenti diversi dai precedenti, ma in questa sezione

## 49Mxx
metodi delle approssimazioni successive
[vedi anche 90Cxx, 65Kxx]
- 49M05 metodi basati su condizioni necessarie
- 49M15 metodi dei tipi di Newton-Raphson, di Galerkin e di Ritz
- 49M20 metodi del tipo rilassamento
- 49M25 metodi delle differenze finite
- 49M27 metodi di decomposizione
- 49M29 metodi dei moltiplicatori
- 49M30 altri metodi, non basati su condizioni necessarie (funzione di penalizzazione ecc.)
- 49M37 metodi del tipo programmazione non lineare [vedi anche 90C30, 65Kxx]
- 49M99 argomenti diversi dai precedenti, ma in questa sezione

## 49Nxx
argomenti vari
- 49N05 problemi di controllo ottimale lineare [vedi anche 93C05]
- 49N10 problemi lineare-quadratici
- 49N15 teoria della dualità
- 49N20 ottimizzazione periodica
- 49N25 problemi di controllo ottimale impulsivo
- 49N30 problemi con informazione incompleta [vedi anche 93C41]
- 49N35 sintesi di retroazione ottimale [vedi anche 93B52]
- 49N45 problemi inversi
- 49N60 regolarità delle soluzioni
- 49N70 giochi differenziali
- 49N75 giochi di caccia?pursuit e di evasione
- 49N90 applicazioni del controllo ottimale e giochi differenziali [vedi anche 90C90, 93C95]
- 49N99 argomenti diversi dai precedenti, ma in questa sezione

## 49Qxx
varietà
[vedi anche 58Exx]
- 49Q05 superfici minimali [vedi anche 53A10, 58E12]
- 49Q10 ottimizzazione di forme diverse dalle superfici minimali [vedi anche 90C90]
- 49Q12 analisi della sensitività
- 49Q15 misura geometrica e teoria dell'integrazione, correnti integrali e normali [vedi anche 28A75, 32C30, 58A25, 58C35]
- 49Q20 problemi variazionali in un ambito di teoria geometrica della misura
- 49Q99 argomenti diversi dai precedenti, ma in questa sezione

## 49Rxx
metodi variazionali per autovalori di operatori [vedi anche 47A75]
- 49R50 metodi variazionali per autovalori di operatori [vedi anche 47A75]
- 49R99 argomenti diversi dai precedenti, ma in questa sezione

## 49Sxx
principi variazionali della fisica
- 49S05 principi variazionali della fisica
- 49S99 argomenti diversi dai precedenti, ma in questa sezione